# Zehneria
Zehneria es un género  de plantas con flores perteneciente a la familia Cucurbitaceae.   Comprende 97 especies descritas y de estas, solo 21 aceptadas.

## Taxonomía
El género fue descrito por Stephan Ladislaus Endlicher y publicado en Prodromus Florae Norfolkicae 69. 1833.  	La especie tipo es: Zehneria baueriana Endl. 

## Especies aceptadas
A continuación se brinda un listado de las especies del género Zehneria aceptadas hasta enero de 2014, ordenadas alfabéticamente. Para cada una se indica el nombre binomial seguido del autor, abreviado según las convenciones y usos.
- Zehneria angolensis Hook.f.
- Zehneria capillacea (Schumach.) C.Jeffrey
- Zehneria emirnensis (Baker) Keraudren
- Zehneria gilletii C. Jeffrey
- Zehneria grayana (Cogn.) Fosberg & Sachet
- Zehneria indica (Lour.) Keraudren
- Zehneria keayana R.Fern. & A.Fern.
- Zehneria marginata (Blume) Keraudren
- Zehneria marlothii (Cogn.) R.Fern. & A.Fern.
- Zehneria maysorensis (Wight & Arn.) Arn.
- Zehneria minutiflora (Cogn.) C.Jeffrey
- Zehneria mucronata (Blume) Miq.
- Zehneria parvifolia J. H. Ross
- Zehneria peneyana (Naudin) Schweinf. & Asch.
- Zehneria polycarpa (Cogn.) Keraudren
- Zehneria racemosa Hook.f.
- Zehneria rutenbergiana (Cogn.) Keraudren
- Zehneria samoensis (A. Gray) Fosberg & Sachet
- Zehneria scabra Sond.
- Zehneria thwaitesii (Schweinf.) C.Jeffrey
- Zehneria wallichii (C.B. Clarke) C. Jeffrey